# Marsjömosse
Marsjömosse är en småort i Kärnbo socken i sydöstra Strängnäs kommun. Den är belägen strax öster om Karlstorp.